# Mesjid Bluek
Mesjid Bluek is een bestuurslaag in het regentschap Aceh Utara van de provincie Atjeh, Indonesië. Mesjid Bluek telt 161 inwoners (volkstelling 2010).